# Ващишин Олег Анатолійович
Оле́г Анато́лійович Ващи́шин (6 червня 1991, с. Селець, Дубровицький район, нині Рівненська область — 29 серпня 2014, Новокатеринівка, Старобешівський район, Донецька область) — старший солдат Збройних сил України. Учасник російсько-української війни.

## Короткий життєпис
Народився 1991 року в селі Селець (Дубровицький район, Рівненська область). Навчався в Селецькій ЗОШ. Протягом 2008—2009 років пройшов строкову службу в ЗСУ — у розвідувальній роті військової частини міста Рівне. Після демобілізації працював на будівництві у Києві.
Весною 2014 року у числі перших пішов добровольцем, з квітня — старший стрілець 8-ї роти 3-го батальйону 51-ї окремої механізованої бригади, навідник гармати.
Загинув під час прориву з оточення під Іловайськом. З 28 серпня не виходив на зв'язок. Упізнаний за експертизою ДНК серед похованих під Запоріжжям невідомих Героїв.
8 жовтня 2015 року Олега провели в останню путь понад дві тисячі земляків. Перепохований у рідному селі.
Без Олега лишилися батьки Анатолій та Євгенія Ващишини; молодший брат.

## Нагороди та вшанування
- За особисту мужність і високий професіоналізм, виявлені у захисті державного суверенітету та територіальної цілісності України, вірність військовій присязі, відзначений — нагороджений орденом «За мужність» III ступеня (02.09.2016, посмертно)[1]
- В грудні 2017 рішенням Дубровицької районної ради Селецькому НВК «ЗОШ І-ІІІ ст. — ДНЗ» присвоєне ім'я випускника школи Олега Ващишина[2].
- Його портрет розміщений на меморіалі «Стіна пам'яті полеглих за Україну» у Києві: секція 3, ряд 3, місце 29
- Вшановується 29 серпня на щоденному ранковому церемоніалі вшанування українських захисників, які загинули цього дня у різні роки внаслідок російської збройної агресії[3]